# Kohinoor Square Tower A
La Kohinoor Square Tower A est un gratte-ciel en construction à Mumbai en Inde. Ils s'élèvera à 202 mètres. Sa construction est actuellement interrompue.